# Karl Karner
Karl Karner (* 1973 in Feldbach) ist ein österreichischer bildender und darstellender Künstler.

## Leben
Karner machte zunächst eine Ausbildung als Kunstgießer. Anschließend studierte er von 2007 bis 2012 an der Akademie der bildenden Künste in Wien in der Klasse von Heimo Zobernig.
Heute lebt und arbeitet Karner in Wien und Feldbach.

## Arbeit
Als Bildhauer fertigt er Skulpturen und Installationen aus unterschiedlichen Materialien wie Bronze, Aluminium und verschiedenen Kunststoffen. Die unverkennbaren abstrakten und teils amorphen Formen entstehen im Prozess des „gesteuerten Zufalls“, wenn heißes Wachs in Wasser gegossen und darin gezogen wird. Im Anschluss werden diese gehärteten "Rohformen" zusätzlich mit Wachs, Alltagsgegenständen und Naturformen, wie Zahnstochern oder Ästen, versehen. Das Experimentieren mit unterschiedlichen Materialien und Gusstechniken sind wesentlicher Bestandteil seines Arbeitsprozesses.
"Die Gesamterscheinung der Skulptur wirkt durchwegs abstrakt, als Resultat einer Wucherung, eines Wachstums, dessen nächste Analogien wir in der Natur selbst finden, zum Beispiel in der Form eines Korallenriffs. Dennoch sei auf den schöpferischen Einfluss des Künstlers verwiesen, dessen Handschrift sich materiell zur Skulptur verdichtet: ein bildhauerischer Zugang, der sich dem klassischen Begriff wedersetzt." Florian Steininger
Künstlerisch ist Karner auch choreografisch und zeichnerisch tätig. Die verschiedenen Medien werden dabei miteinander vermischt und die Grenzen aufgelöst. So taucht er beispielsweise Papierzeichnungen in Wachs, wodurch die Grafik malerisch und skulptural verändert wird. Die Skulpturen stehen in engem Zusammenhang mit der Choreografie. Die Formen entstehen durch performative Prozesse, die als solche gelesen werden können. Auch innerhalb einer Ausstellung wirken die Werken im Raum installativ zusammen.
Seit 2005 entstehen mit der Künstlerin Linda Samaraweerová auch gattungsübergreifende Projekte zwischen bildender und darstellender Kunst, die sich aus Skulptur, Installation, Performance (Kunst), Tanz, Theater, Video und Film zusammensetzen.
2013 wurde der Kunstraum „KS Room“ in Kornberg gegründet. Dieser wird von Karner selbst geleitet und widmet sich wechselnden zeitgenössischen Kunstausstellungen.

## Ausstellungen

### Einzelausstellungen (Auswahl)
- 2008: ‚Karl Karner gestorben am‘, St. Andrä Kirche, Graz
- 2009: Karl Karner, Österreichisches Kulturforum, Prag
- 2011: ‚Alan Grünspan‘, Galerie Dana Charkasi, Wien
- 2012: Black Sea Calling, Baku, Aserbaidschan
- 2013: Maecenas, Helmut-List-Halle, Graz
- 2014: ‚FakeFukoo‘, Galerie ABContemporary, Zürich; ‚Formatierung einer neuen Ära‘, Lisabird Contemporary, Wien
- 2016: ‚Nude Program‘, Anna Paul und Karl Karner, Galerie ABContemporary, Zürich; ‚BABA WANGA‘, Christian Eisenberger und Karl Karner, Kunst an der Grenze, Jennersdorf
- 2016: ‚Spiel gerade Höllentor‘, Galerie Lisa Kandlhofer, Wien
- 2018: ‚rhabarber schwarz‘, Artdepot Gallery, Innsbruck
- 2018: ‚getting down on knees and nerves‘ (mit Nana Mandl), Kunsthalle Graz
- 2021: ‚Brutbladd_the horse eats with me‘, Galerie Lisa Kandlhofer, Wien
- 2024: ‚Fichtengrau‘, Galerie Lisa Kandlhofer, Wien

### Gruppenausstellungen (Auswahl)
- 2010: ‚Grand Slam‘, Büro Adalbert, Berlin, Triennale Linz 1.0, Lentos Museum, Linz; In Between. Austria Contemporary, Nikosia, CYP / Gyula, HU; /Podgorica, MNE / Peking, CH
- 2011: Kardinal König Kunstpreis, Salzburg; CAC, Vilnius, LT
- 2012: Colombo Art Biennale, Sri Lanka, „Parallelaktion“, uniCredit Kunstraum am Viktualienmarkt, München
- 2013: ‚Jenseits des Sehens‘, Sammlung Stift Admont; Rotor, Anker Brot Fabrik, Wien, AT
- 2014: ‚WHITE FOR‘, Xing, Bologna; Einschmieren II von Kunst: Abseits vom Netz, Art.endart, Berlin, DE; My Landscape is your Landscape, Westwendischer Kunstverein, Gatow, DE
- 2015: ‚Würfeln‘, Tanzquartier, Wien
- 2017: Runter von den Marmorklippen, Berlin, DE; Würfeln III, Donaufestival Krems, AT
- 2022: Kunstraum Steiermark, Neue Galerie Graz, AT; Wesen & Kreaturen Kapitel 3, <rotor>, Graz, AT
- 2023: The Real Weird Magic Picture Show, Das Weisse Haus, Wien, AT